# حسون ذو وجه أصفر

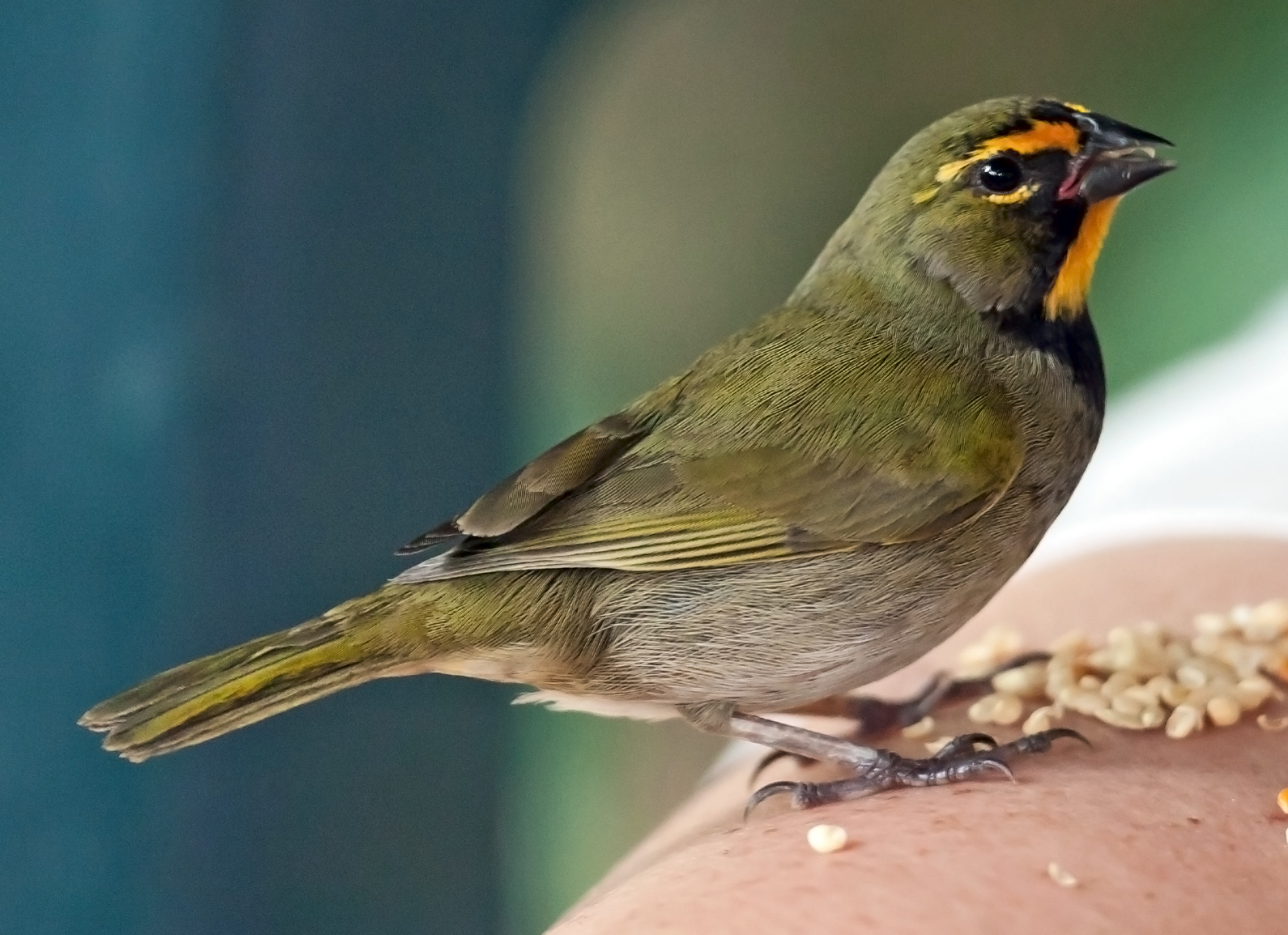

حسون ذو وجه أصفر (الاسم العلمي: Tiaris olivaceus) (بالإنجليزية: Yellow-faced Grassquit)‏، هو طائر ينتمي إلى (فصيلة: Estrildidae).